# Ray Noble
Ray Noble (Brighton, 1903. december 17. – London, 1978. április 3. vagy 1978. április 2.) angol dzsesszzenész: zenekarvezető, zeneszerző, hangszerelő.  Rádiós műsorvezető, televíziós és filmes komikus és színész.

## Pályafutása
Ray Noble Brightonban született. T. Tertius Noble anglikán egyházi zeneszerző (1867-1953) unokaöccse volt.
A Royal Academy of Musicon tanult. 1927-ben megnyerte a Melody Makerben meghirdetett versenyt a legjobb brit tánczenekarnak. 1929-ben a New Mayfair Dance Orchestra vezetője lett. Eközben lemezeket rögzített az US Victor és a  HMV Records számára (Butterflies in the Rain, Mademoiselle, My Hat's on the Side of My Head, The Very Thought of You).
A Noble stúdiózenekarának legnépszerűbb énekese Al Bowlly volt. A "Goodnight, Sweetheart" című dal Guy Lombardo első helyre került Amerika  slágerlistáin. Al Bowlly énekével használták az eredeti Star Trek sorozat „The City on the Edge of Forever” című epizódjában is.
Noble 1934-ben New Yorkba költözött. Lemezeik a brit New Mayfair Dance Orchestra-val népszerűvé váltak az Amerikai Egyesült Államokban, és számos darab No. 1 sláger lett az ottani poplistákon:
- Love Is the Sweetest Thing, 1933
- Old Spinning Wheel, 1934
- The Very Thought of You, 1934
- Isle of Capri, 1935
- Paris in the Spring, 1935

Noble elvitte Al Bowllyt és a dobosát az Egyesült Államokba, és felkérte Glenn Millert, hogy toborozzon nekik amerikai zenészeket. A Noble zenekar sikeresen szerepelt a New York-i Rainbow Room-ban Bowlly vezető énekesével.
Noble és zenekara az 1937-es A Damsel in Distress című filmben szerepelt Fred Astaire, Joan Fontaine, George Burns és Gracie Allen mellett. Al Bowlly 1938-ban visszatért Angliába, de Noble Amerikában maradt és más filmekben is szerepelt. Számos rádióműsorhoz is írt zenét. Utolsó jelentős sikereit zenekarvezetőként Buddy Clarkkal érte el az 1940-es évek végén.

## Albumok
- Ray Noble albumai

## Filmek
- 1932: His Lordship
- 1935: The Big Broadcast of 1936
- 1937: A Damsel in Distress
- 1942: The Pride of the Yankees
- 1942: Here We Go Again
- 1944: Lake Placid Serenade
- 1945: Out of This World
- Ray Noble az IMDb-n

## Díjak
Posztumusz díjak:
- 1987: Big Band and Jazz Hall of Fame
- 1996: Songwriters Hall of Fame
- 2005: Grammy Hall of Fame-Award − A „The Very Thought of You” című dala (zene és szöveg), Ray Noble and His Orchestra, Victor Recording Company, 1934